# Belčič
Belčič je priimek v Sloveniji, ki ga je po podatkih Statističnega urada Republike Slovenije na dan 1. januarja 2010 uporabljalo 57 oseb in je med vsemi priimki po pogostosti uporabe uvrščen na 6.839. mesto.

## Znani nosilci priimka
- Boštjan Belčič, politolog in športni novinar
- Primož Belčič (*1981), jadralec
- Franc Belčič (*1945), psiholog dela, kadrovski strokovnjak, pisatelj